# ارنست دیوید برگمن
ارنست داوید برگمن (به آلمانی: Ernst David Bergmann) ‏ (۱۹۰۳-۱۹۷۴) یک دانشمند هسته‌ای و شیمیدان زاده آلمان بود که در دهه ۱۹۴۰ به اسرائیل مهاجرت کرد. او یکی از کسانی بود که تلاش‌های بسیاری در جهت هسته‌ای شدن اسرائیل به عمل آورد. به وی بعدها لقب پدر برنامه هسته‌ای اسرائیل داده شد.

## زندگی
ارنست داوید برگمن فرزند یودا برگمن، که یک خاخام یهودی بود در سال ۱۹۰۳ در آلمان متولد شد. وی در دانشگاه هومبولت برلین مشغول به تحصیل شد و در سال ۱۹۲۷ مدرک دکترای خود را زیر نظز دکتر ویلهلم اشلنک از دانشگاه هومبولت دریافت کرد و در همان دانشگاه مشغول به کار شد.

برگمن در سال ۱۹۳۳ در حالی که نازی‌ها در آلمان به قدرت رسیده بودند به لندن مهاجرت کرد و در انجا با حییم وایزمن (رئیس سازمان جهانی صهیونیسم و نخستین رئیس جمهور اسرائیل) که یک شیمیدان صهیونیست بود، مشغول به کار شد. برگمن یک سال بعد، در سال ۱۹۳۴ و در دوران قیومیت بریتانیا بر فلسطین به اسرائیل مهاجرت کرد. او در دوران جنگ جهانی دوم برای همکاری‌های دفاعی با فرانسوی‌ها، انگلیسی‌ها و آمریکایی‌ها، اسرائیل را ترک کرد اما یک سال پس از جنگ به اسرائیل بازگشت.

وی در سال ۱۹۵۲ توسط نخست وزیر وقت اسرائیل، داوید بن گوریون، به سمت ریاست کمیسیون انرژی اتمی اسرائیل منصوب شد.